# Фонсека, Франсиско
Хосе́ Франси́ско Фонсе́ка Гусма́н (исп. José Francisco "Kikin" Fonseca Guzmán; 2 октября 1979, Леон, Гуанахуато) — мексиканский футболист, нападающий. Выступал за сборную Мексики, участник чемпионата мира 2006 года.

## Клубная карьера
Фонсека начинал свою карьеру в одноименном клубе из города Ла-Пьедад ФК «Ла-Пьедад» . Через два года он перешёл а клуб «Пумас УНАМ». В 2004 году он помог «пумам» стать чемпионами Мексики, после чего перешёл в «Крус Асуль». После чемпионата мира 2006 года он перешёл в португальскую «Бенфику», однако сыграл за неё только 8 официальных матчей. Зимой 2007 года он перешёл в «УАНЛ Тигрес», а через четыре года — в «Атланте».

## Международная карьера
27 октября 2004 году в товарищеском матче против сборной Эквадора Фонсека дебютировал за сборную Мексики. В этом же поединке он забил свой первый гол за национальную команду.
В 2005 году Франсиско попал в заявку на участие в Кубке Конфедераций. На турнире он сыграл в матчах против сборных Японии, Бразилии, Греции и Германии. В поединках против немцев и японцев Фонсека забил два гола.
Год спустя Франсиско был списке участников чемпионата мира в Германии, став лучшим бомбардиром команды в отборе. Только в поединке против сборной Гватемалы Фонсека сделал «покер». На самом турнире он сыграл в матчах против команд Португалии, Анголы и Аргентины, и отметился забитым голов в ворота португальской сборной.
В 2007 году Франсиско завоевал серебряные медали Золотого кубка КОНКАКАФ. На турнире он сыграл в матчах против сборных Куба, Гондурас и Панамы.

## Достижения
Командные
 УНАМ Пумас
- Чемпионат Мексики по футболу — Клаусура 2004
- Чемпионат Мексики по футболу — Апертура 2004

Международные
 Мексика
- Золотой кубок КОНКАКАФ — 2007